# Missões diplomáticas das Bahamas

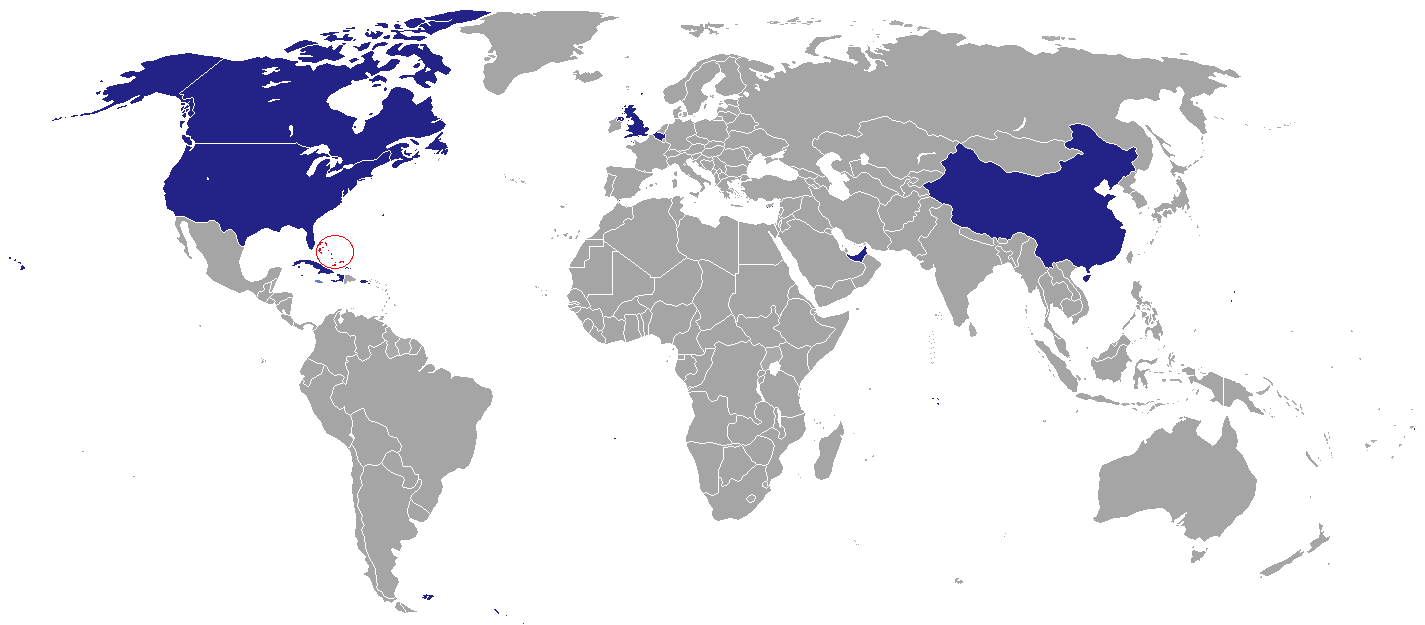
Missões diplomáticas de Bahamas

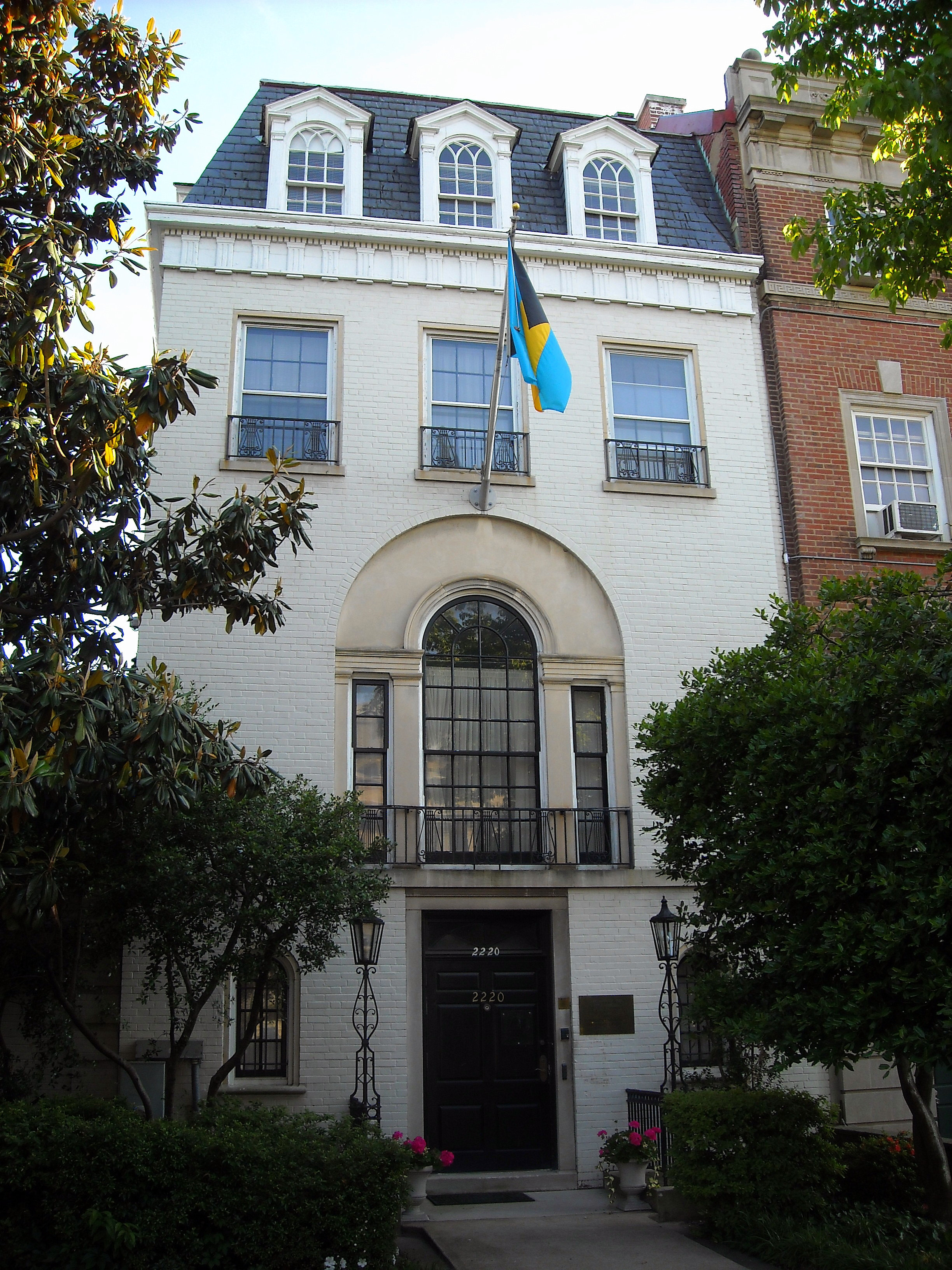
Embaixada das Bahamas em Washington, DC

Abaixo estão listadas as embaixadas e consulados das Bahamas.

## América
- Canadá
  - Ottawa (Alta comissão)
- Cuba
  - Havana (Embaixada)
- Estados Unidos
  - Washington, DC (Embaixada)
  - Atlanta (Consulado-Geral)
  - Miami (Consulado-Geral)
  - Nova Iorque (Consulado-Geral)

## Ásia
- China
  - Pequim (Embaixada)

## Europa
- Bélgica
  - Bruxelas (Embaixada)
- Reino Unido
  - Londres (Alta comissão)

## Organizações multilaterais
- Nova Iorque (Missão permanente de Bahamas ante as Nações Unidas)
- Washington, DC (Missão permanente de Bahamas ante a Organização das Nações Unidas)